# Température rotationnelle
Pour les articles homonymes, voir Température (homonymie).
La température rotationnelle ({\displaystyle \theta _{R}} ou {\displaystyle \theta _{rot}}) est régulièrement utilisée en statistique thermodynamique pour réduire la complexité de la fonction de partition rotationnelle et pour calculer la contribution rotationnelle aux propriétés thermodynamiques des molécules.

## Description
Mesurée en kelvin, la température rotationnelle est définie par :
{\displaystyle \theta _{R}={\frac {hc{\bar {B}}}{k_{B}}}={\frac {\hbar ^{2}}{2k_{B}I}}},
où {\displaystyle {\bar {B}}=B/hc} est la constante de rotation et {\displaystyle I} le moment d'inertie moléculaire. Également, {\displaystyle h} est la constante de Planck, {\displaystyle c} la vitesse de la lumière, {\displaystyle \hbar =h/{2\pi }} est la constante de Planck réduite et {\displaystyle k_{B}} la constante de Boltzmann.
{\displaystyle \theta _{R}} est une estimation de la température où l'énergie thermique (de l'ordre de kBT) est semblable à la distance entre les niveaux d'énergie rotationnels (de l'ordre de {\displaystyle hc{\bar {B}}}). À ces niveaux de température, la population des niveaux rotationnels excités devient significative. Dans la table qui suit, quelques valeurs sont indiquées. Elles sont toutes pour les isotopes les plus courants.
| Molécule | {\displaystyle \theta _{R}} (K) |
| -------- | ------------------------------- |
| H2       | 87,6                            |
| N2       | 2,88                            |
| O2       | 2,08                            |
| F2       | 1,27                            |
| HF       | 30,2                            |
| HCl      | 15,2                            |
| CO2      | 0,561                           |
| HBr      | 12,2                            |
| CO       | 2,78                            |